# 감 (관직)
감(監)은 한국과 중국에서 사용하던 관직이다. 한국에서는 신라와 발해에서 사용되었다.